# L'Ascension (version pour orgue)
Pour les articles homonymes, voir Ascension.
L'Ascension est une œuvre musicale pour orgue composée à Paris par Olivier Messiaen. L'œuvre a d'abord été composée pour orchestre en 1932, 1933 avant d'être transcrite et réadaptée pour l'orgue en 1933. Elle est un peu différente de l'œuvre pour orchestre, en effet le mouvement pour orchestre intitulé Alleluia sur la trompette, Alleluia sur la cymbale ne pouvant être transcrit pour l'orgue, Olivier Messiaen composa une pièce nouvelle intitulée : Transports de joie d'une âme devant la gloire du Christ qui est la sienne

## Structure
L'Ascension est divisée en quatre mouvements :
1. Majesté du Christ demandant sa gloire à son Père
2. Alleluias sereins d'une âme qui désire le Ciel
3. Transports de joie d'une âme devant la gloire du Christ qui est la sienne
4. Prière du Christ montant vers son Père

## Discographie
- L'Ascension, Les Corps Glorieux par Louis Thiry à l'orgue Metzler de la Cathédrale Saint-Pierre de Genève, 1972 Calliope. Enregistrement couronné par le Grand Prix de l'Académie Charles-Cros et par un Diapason d'or.
- L'Ascension, Les Corps glorieux, par Jennifer Bate aux grandes orgues de la Cathédrale Saint-Pierre de Beauvais. Unicorn-Kanchana, 1980
- Les œuvres de jeunesse d'Olivier Messiaen par Pierre Pincemaille - IFO 00318/19 : La Nativité du Seigneur, Le banquet céleste, Apparition de l'Eglise éternelle, L'Ascension[2].